# Riesa
Riesa és una ciutat localitzada a la vora del riu Elba, a uns 40 km de Dresden, Alemanya. Riesa fou seu del Campionat europeu de natació en piscina curta de 2002. A la ciutat hi ha una escultura de 25 m dalt d'un tronc de roure, anomenada "Elbquelle", de Jörg Immendorff.

## Divisió

Riesa al cantó de Meissen

Riesa es divideix en 11 barris:
| - Böhlen - Canitz - Gostewitz - Jahnishausen - Leutewitz | - Mautitz - Nickritz - Oelsitz - Pochra - Weida - Gröba |

## Història
El nom Riesa deriva de l'eslau Riezowe. Aquest nom, romanitzat com a "Rezoa", apareix per primer cop l'octubre de 1119 en un document del Papa Calixt II.
La primera línia elèctrica de 110 kV del món es va instal·lar per primer cop entre Riesa i Lauchhammer en 1912. Entre 1952 i 1994, Riesa va ser la seu d'un districte.
Durant la dècada de 1980, Riesa va ser la seu de la 9a Divisió de Tancs del Grup de Forces Soviètiques a Alemanya Oriental.

## Agermanaments
Riesa és agermanada amb:
- Mannheim, Alemanya[3]
- Sandy (Utah)[4]
- Rotherham, Gran Bretanya
- Lonato del Garda, Itàlia
- Suzhou, Xina
- Villerupt, França
- Głogów, Polònia

## Demografia
| Població històrica de Riesa | Població històrica de Riesa | Població històrica de Riesa | Població històrica de Riesa | Població històrica de Riesa | Població històrica de Riesa | Població històrica de Riesa | Població històrica de Riesa | Població històrica de Riesa |  |
| Any                         | 1575                        | 1834                        | 1849                        | 1875                        | 1880                        | 1900                        | 1933                        | 1939                        |  |
| --------------------------- | --------------------------- | --------------------------- | --------------------------- | --------------------------- | --------------------------- | --------------------------- | --------------------------- | --------------------------- |  |
| Població                    | 350                         | 1,631                       | 2,679                       | 5,707                       | 6,259                       | 13,491                      | 26,248                      | 29,963                      |  |
| Any                         | 1946                        | 1950                        | 1960                        | 1981                        | 1995                        | 2000                        | 2005                        | 2010                        |  |
| Població                    | 34,406                      | 36,150                      | 36,769                      | 51,857                      | 42,429                      | 39,367                      | 36,221                      | 34,013                      |  |
| Any                         | 2012                        | 2013                        |                             |                             |                             |                             |                             |                             |  |
| Població                    | 32,733                      | 32,099                      |                             |                             |                             |                             |                             |                             |  |